# Попков, Юрий Владимирович (философ)
Ю́рий Влади́мирович Попко́в (род. 3 декабря 1954, Ундоры, Ульяновская область) — российский этносоциолог, философ и фотограф, специалист по этносоциальным процессам, национальной политике, этнокультурным взаимодействиям, теории интернационализации, философии Севера, аборигенному праву, теории и социологии евразийства, социологии молодёжи, философии и социологии монгольского мира.
Доктор философских наук, профессор. Заместитель директора по научной работе, заведующий сектором этносоциальных исследований Института философии и права Сибирского отделении РАН.

## Биография
Родился 3 декабря 1954 года в селе Ундоры Ульяновской области.
В 1962-1972 годы учился в средней школе с. Ундоры, где в 1970—1972 годах возглавлял комсомольскую организацию.
В 1972—1973 годах работал в родном селе художником-оформителем и одновременно был секретарём комсомольской организации колхоза имени Н. К. Крупской.
В 1978 году окончил философский факультет Ленинградского государственного университета имени А. А. Жданова.
В 1978—1981 годах после распределения работал ассистентом кафедры философии Новосибирского института советской кооперативной торговли.
С 1981 года — аспирант, младший, старший и ведущий научный сотрудник Института истории, филологии и философии Сибирского отделения Академии наук СССР (Новосибирск).
С 1982 года по настоящее время — руководитель и участник многочисленных конкретных этносоциологических исследований (экспедиций) в различных регионах Сибири, Канады, Восточного Казахстана, Монголии.
В 1984 году защитил диссертацию на соискание учёной степени кандидата философских наук по теме «Развитие отношения к труду у народностей Севера».
В 1985—1990 годах — старший преподаватель Новосибирской высшей партийной школы.
В 1987 году — руководитель коллектива по разработке программы научно-производственного эксперимента по решению проблем развития традиционного хозяйства народов Севера на базе оленеводческого совхоза «Томпонский» Якутии.
В 1988 году — член коллектива по разработке Федеральной целевой программы экономического и социального развития Сибири.
В 1989 году — эксперт по проблемам этносоциальных последствий строительства Туруханской гидроэлектростанции.
С 1992 года — по настоящее время — заведующий сектором этносоциальных исследований Института философии и права СО РАН.
В 1993 году — член коллектива по разработке Государственной программы экономического и социального развития Севера.
С 1995 года — научный руководитель Международного семинара «Этносоциальные процессы в Сибири».
С 1997 года — ответственный редактор тематического сборника «Этносоциальные процессы в Сибири» (Вып. 1-10).
С 1997 года — член Объединённого учёного совета по гуманитарным наукам СО РАН.
В 1998 году — член коллектива по разработке концепции социального и экономического развития народов Севера.
В 1998—2009 годы — член редакционной коллегии журнала «Гуманитарные науки в Сибири».
С 1998 года по настоящее время — профессор Сибирского университета потребительской кооперации (ведёт предметы: социология, этносоциология, социальная работа, профессиональная этика).
С 1999 года по настоящее время — профессор Новосибирского государственного университета (ведёт основы этнофилософии).
В 1999—2006 годы — профессор Тывинского государственного университета (вёл философию истории).
В 1999 году в Институте философии и права Объединённого института истории, филологии и философии СО РАН защитил диссертацию на соискание учёной степени доктора философских наук по теме «Интернационализация, как социальный феномен: общее и особенное» (Специальность 09.00.11 «Социальная философия»).
В 2001 году — член коллектива по разработке концепции устойчивого развития Алтай-Саянского экорегиона (Всемирный фонд дикой природы, WWF, DPS B).
В 2002 году — руководитель группы экспертов по разработке Программы развития ООН (ПРООН) и Глобального экологического фонда «Сохранение биоразнообразия Алтай-Саянского экорегиона» (раздел по коренным народам).
В 2002 году присвоено учёное звание профессора.
С 2002 года по настоящее время — заведующий отделом социальных исследований Института философии и права СО РАН.
С 2002 года по настоящее время — член редакционной коллегии журнала «Сибирский социологический вестник».
С 2002 года по настоящее время — член Экспертно-консультативного совета по делам коренных малочисленных народов Севера, Сибири и Дальнего Востока Российской Федерации при Полномочном Представителе Президента РФ в Сибирском федеральном округе.
В 2002—2006 годы — член координационного совета по реализации российско-канадской программы «Обмен опытом в области управления развитием северных территорий».
В 2004—2008 годы — профессор Новосибирского государственного технического университета (вёл этносоциологию, этносоциальные процессы в Сибири).
С 2004 года — эксперт Международного координационного совета «Наш общий дом Алтай».
С 2005 года по настоящее время — член редакционной коллегии «Евразийского ежегодника».
С 2006 года по настоящее время — руководитель Международной школы молодых этносоциологов.
С 2006 года по настоящее время — член Консультативного совета по вопросам этнокультурного развития и межнациональных отношений при мэрии города Новосибирска.
С 2007 года по настоящее время — заместитель директора по научной работе Института философии и права СО РАН.
С 2007 года — эксперт Российского гуманитарного научного фонда.
С 2009 года — член редакционного совета журнала «Новые исследования Тувы».
С 2009 года — ответственный редактор (совместно с Е. А. Ерохиной) тематического сборника «Этносоциологию — молодым».
С 2011 года — член международной редакционной коллегии журнала «Элми асярляр» Национальной академии наук Азербайджана.
С 2014 года — эксперт Российского научного фонда.
С 2008 года по настоящее время — член редакционного совета журнала «Философия образования».
С 2008 года по настоящее время — член редакционного совета журнала «Панорама Евразии».
С 2012 года по настоящее время — член редакционной коллегии журнала "Вестник Северного (Арктического) федерального университета (серия «Гуманитарные и социальные науки»).
С 2012 года по настоящее время — аккредитован в Федеральном реестре экспертов научно-технической сферы.
В 2013 году — руководитель авторского коллектива по разработке Концепции реализации национальной политики в городе Новосибирске
С 2014 года — член Совета при Губернаторе Новосибирской области по межнациональным отношениям.
С 2015 года — член редакционной коллегии научного журнала «Знание. Понимание. Умение».
Заместитель председателя диссертационного совета Д 003.057.02 при Институте философии и права СО РАН (по философии)
Член диссертационного совета Д 003.001.03 при Институте экономики и организации промышленного производства СО РАН (по социологии)

## Научные труды

### Диссертации
- Попков Ю. В. Развитие отношения к труду у народностей Севера: диссертация…кандидата философских наук. 09.00.11. — Новосибирск, 1984.
- Попков Ю. В. Интернационализация как социальный феномен Архивная копия от 20 февраля 2015 на Wayback Machine : Общее и особенное : диссертация … доктора философских наук : 09.00.11. — Новосибирск, 1999. — 257 с

### Монографии
- Бойко В. И., Попков Ю. В. Развитие отношения к труду у народностей Севера / Отв. ред. В. П. Фофанов; АН СССР, Сиб. отд-ние, Ин-т истории, филологии и философии. — Новосибирск: Наука Сиб. отд-ние, 1987. — 174 с.
- Попков Ю. В. Процесс интернационализации у народностей Севера / Отв. ред. В. И. Бойко; [АН СССР, Сиб. отд-ние, Ин-т истории, филологии и философии]. — Новосибирск: Наука Сиб. отд-ние, 1990. — 201 с.
- Попков Ю. В. К методологии исследования процесса интернационализации : Филос.-методол. семинар отд. филос.-социол. исслед. ИИФИФ СО АН СССР 2 апр. 1990 г / АН СССР, Сиб. отд-ние, Ин-т истории, филологии и философии. — Новосибирск: ИИФИФ, 1991. — 39 с.
- Попков Ю. В. Аборигены Канады: современное положение в основных сферах жизни / Методол. семинар отд. социал.-филос. исслед. Ин-та философии и права СО РАН 12 мая 1992 г. — Новосибирск: ИФиП СО РАН, 1994. — 26 с.
- Попков Ю. В., Бойко В. А. Политико-правовой статус коренных народов Севера : На пути в мировую цивилизацию / Рос. акад. наук, Сиб. отд-ние, Ин-т философии и права. — Новосибирск: ИФиП СО РАН, 1997. — 52 с.
- Попков Ю. В., Костюк В. Г., Ушаков Д. В. Кризис занятости в агломерации малого города : Социол. экспертиза / Рос. акад. наук, Сиб. отд-ние, Ин-т философии и права. — Новосибирск: ИФиП СО РАН, 1998. — 104 с.
- Попков Ю. В. Интернационализация в традиционном и современном обществах. — Новосибирск: Изд-во ИДМИ, 2000. — 200 с.
- Плюснин Ю. М., Калугина З. И., Соболева С. В., Попков Ю. В. Концепция устойчивого социального развития Алтай-Саянского экорегиона. — Новосибирск: НГУ, 2002. — 58 с.
- Попков Ю. В. (с коллективом авторов). Сельское здравоохранение у малочисленных народов Севера Канады и России. Часть 3. Здоровье и здравоохранение / Под ред. Ю. В. Попкова, Д. Дж. Андерсона. — Новосибирск: НГУ, 2002. — 148 с.
- Попков Ю. В., Костюк В. Г., Тугужекова В. Н. Этносы Сибири в условиях современных реформ (социологическая экспертиза). — Новосибирск: Изд-во "Нонпарель", 2003. — 128 с.
- Тюгашев Е. А., Выдрина Г. А., Попков Ю. В. Этноконфессиональные процессы в современной Югре. — Новосибирск: Изд-во «Нонпарель», 2004. — 224 с.
- Пак О. В., Глендиннинг Э., Попков Ю. В. Социальное самочувствие молодежи Сибири (международное исследование): Новосибирск и Новосибирская область. — Новосибирск: Нонпарель, 2004. — 52 с.
- Диканский Н. С., Попков Ю. В., Радченко В. В., Свиридов И. В., Тюгашев Е. А., Шатрова В. Я. Образование для коренных народов Сибири: социокультурная роль Новосибирского государственного университета. — Новосибирск: Изд-во «Нонпарель», 2005. — 360 с.
- Бахтин С. И., Попков Ю. В., Тюгашев Е. А. Террор - антитеррор: сибирское измерение. — Новосибирск: Сибирское научное издательство, 2006. — 204 с. — ISBN 5-91124-007-6.
- Попков Ю. В., Тюгашев Е. А. Философия Севера: коренные малочисленные народы Севера в сценариях мироустройства. — Салехард; Новосибирск: Сибирское научное издательство, 2006. — 376 с.
- Попков Ю. В., Тюгашев Е. А. Современное состояние традиционной культуры самодийского и финно-угорского населения Ямало-Ненецкого автономного округа (этносоциальный аспект). — Новосибирск: Банк культурной информации, 2007. — 201 с. — ISBN 978-57851-0614-7.
- Иванов А. В., Попков Ю. В., Тюгашев Е. А., Шишин М. Ю. Евразийство: ключевые идеи, ценности, политические приоритеты. — Барнаул: Изд-во Алтайского государственного аграрного университета, 2007. — 243 с.
- Логинов В. Г., Попков Ю. В., Тюгашев Е. А. Коренные малочисленные народы Севера, Сибири и Дальнего Востока: политико-правовой статус и социально-экономическое положение. — Екатеринбург: Институт экономики УрО РАН, 2009. — 138 с.
- Иванов А. В., Попков Ю. В., Тюгашев Е. А., Четырова Л. Б., Шишин М. Ю., Цооху Х., Цэдэв Х. Евразийский мир: ценности, константы, сомоорганизация (коллективная монография) / Под ред. Ю. В. Попкова. — Новосибирск: Нонпарель, 2010. — 449 с.
- Мадюкова С. А., Попков Ю. В. Феномен социокультурного неотрадиционализма. — СПб.: Алетейя, 2011. — 132 с.
- Костюк В. Г., Попков Ю. В., Абрамова М. А., Гончарова Г. С., Ерохина Е. А., Мадюкова С. А., Тюгашев Е. А., Удалова И. В., Ушаков Д. В. Социокультурный подход к регулированию межэтнических взаимодействий / Под ред. Ю.В. Попкова, В.Г. Костюка. — Новосибирск: Издательский дом «Манускрипт», 2013. — 272 с.
- Винник Д. В., Попков Ю. В., Розов Н. С., Тюгашев Е. А., Целищев В. В., Шевченко А. А. Новые парадигмы социального знания. — Новосибирск: Манускрипт-СИАМ, 2013.
- Попков Ю.В. и др. Монгольский мир: между Востоком и Западом / / Под ред. Ю. В. Попкова, Ж. Амарсаны. — Новосибирск: Автограф, 2014. — 351 с.

### Статьи
- Попков Ю. В., Тюгашев Е. А. Этносоциальные процессы в цивилизационном развитии // Гуманитарные науки в Сибири. — 2006. — № 3. — С. 58–62.
- Popkov Yu.V. The Native Peoples of North in Conditions of Market Relations: Comparative Experience of Russia and Canada // Management, Technology and Human Resources Policy in the Arctic (the North). — Dordrecht; Boston; London: Kluwer Academic Publishers, 1996. — P. 423—428.
- Попков Ю. В., Топорков В. А. Этничность реальная или воображаемая: новый конструктивизм // Вестник НГУ. Серия: философия. — Новосибирск: НГУ, 2006. — Т. 4, вып. 2. — С. 88—92.
- Попков Ю. В., Тюгашев Е. А., Цоохуу Х., Цэдэв Х. Евразийская цивилизационная общность народов: ценности и константы развития // Гуманитарные науки в Сибири. — 2007. — № 3. — С. 91—95.
- Попков Ю. В. Интернационализация как рефлексия национально-культурных общностей // Вопросы культурологии. — 2007. — № 4. — С. 8–10.
- Попков Ю. В., Костюк В. Г., Тюгашев Е. А. Народ Сибири в социокультурном пространстве Евразии: ценностные предпочтения и межэтнические установки // Социологические исследования. — 2007. — № 5. — С. 62—69.
- Попков Ю.В. Роль академика А. П. Окладникова в формировании и развитии новосибирской школы этносоциологии // Гуманитарные науки в Сибири. — 2008. — № 4. — С. 8—10.
- Попков Ю. В., Тюгашев Е. А. О предмете социальной философии (к продолжению дискуссии) // Личность. Культура. Общество. — 2008. — Т. 10, вып. 5—6. — С. 158—169.
- Попков Ю. В., Тюгашев Е. А. О предмете этносоциологии // Гуманитарные науки в Сибири. — 2008. — № 3. — С. 120.
- Попков Ю. В. Этносоциальные процессы и цивилизационное развитие в предметной области этносоциологии // Материалы III Всероссийского социологического конгресса. — М.: Институт социологии РАН, Российское общество социологов, 2008. — ISBN 978-6-89697-157-3.
- Попков Ю. В. Базисные ценности народов Евразийской цивилизации в условиях глобализации // Новые исследования Тувы. — 2009. — № 1—2.
- Попков Ю. В., Коновалов А. П. Международная конференция «Этносоциальные процессы во Внутренней Евразии» // Новые исследования Тувы. — 2009. — № 1—2.
- Попков Ю. В., Цоохуу Х. Цивилизационные константы Внутренней Евразии (российско-монгольская этносоциологическая экспедиция) // Новые исследования Тувы. — 2009. — № 3.
- Попков Ю. В., Тюгашев Е. А. Философия этноса и этнофилософия // Новые исследования Тувы. — 2009. — № 4.
- Попков Ю. В., Тюгашев Е. А. Метафизика Севера и зооморфные архетипы русской философии // Вестник Северного (Арктического) федерального университета. Серия: Гуманитарные и социальные науки. — Архангельск: Северный (Арктический) федеральный университет, 2010. — № 5. — С. 60—66.
- Попков Ю. В., Тюгашев Е. А. Предмет этносоциологии: опыт концептуализации // Социологические исследования. — 2009. — № 3. — С. 93—100.
- Попков Ю. В. Тот, кто не смотрит вперед, оказывается позади // Новые исследования Тувы. — 2010. — № 1.
- Мадюкова С. А., Попков Ю. В. Социокультурный неотрадиционализм: воспроизведение традиций и воспроизводство этничности // Новые исследования Тувы. — 2010. — № 2.
- Ерохина Е. А., Попков Ю. В., Цоохуу Хинаят. Монголия - еще одна точка на географической карте школы молодых этносоциологов // Новые исследования Тувы. — 2010. — № 4.
- Попков Ю. В. Коренные малочисленные народы Севера в глобальном и региональном контексте // ЭКО. — 2011. — № 9. — С. 71–88.
- Попков Ю. В., Тюгашев Е. А. Евразийство: философия и практика // Евразийская идея в новом мире: Международное научное исследование. Астана, 2011. С. 147—158.
- Попков Ю. В., Тюгашев Е. А. Метафизика противодействия в философском мировоззрении М. В. Ломоносова // Ломоносов: сборник статей и материалов. Т. X. / Отв. ред. академик Г. Ф. Терещенко, профессор Э. И. Колчинский. СПб.: Наука, 2011. С. 132—139.
- Анжиганова Л. В., Бадараев Д. Д., Биче-оол С. М., Ерохина Е. А., Персидская О. А., Попков Ю. В., Ушаков Д. В., Харунова М. М. Избранные тезисы выступлений участников Международного семинара "Этносоциальные процессы во Внутренней Евразии" (г. Петрозаводск, июнь 2011 г.) // Новые исследования Тувы. — 2011. — № 2—3.
- Абрамова М. А., Попков Ю. В. Этносоциальные процессы во Внутренней Евразии // Новые исследования Тувы. — 2011. — № 2—3.
- Попков Ю. В., Тюгашев Е. А. Цивилизационная идентичность Монголии в контексте дихотомии «Восток — Запад» // Новые исследования Тувы. — 2011. — № 4.
- Адыгбай Ч. О., Попков Ю. В., Тюгашев Е. А. Социокультурный подход в регулированнии межэтнических отношений // Новые исследования Тувы. — 2012. — № 1.
- Попков Ю. В., Тюгашев Е. А. Монголия в мировом сообществе цивилизаций и народов // Новые исследования Тувы. — 2012. — № 4.
- Попков Ю. В. II Бакинский международный гуманитарный форум «XXI век: надежды и вызовы» // Новые исследования Тувы. — 2012. — № 4.
- Попков Ю. В., Тюгашев Е. А. Национальная политика и социокультурный подход // Знание. Понимание. Умение. — М.: МосГУ, 2012. — № 3. — С. 99–105.
- Иванов А. В., Попков Ю. В., Шишин М. Ю. Актуальные проблемы евразийства // Новые исследования Тувы. — 2012. — № 4. (Аннотация кн.: Евразийство: теоретический потенциал и практические приложения: материалы Шестой Всероссийской научно-практической конференции (с международным участием) г. Барнаул, 25-26 июня 2012 г.: в 2 т. / под ред. В. Я. Баркалова, А. В. Иванова. Барнаул : ИГ «Си-пресс», 2012.)
- Попков Ю. В. Социологические данные как условие эффективного управления социальными процессами // Вестник НГУЭУ. — Новосибирск: НГУЭУ, 2012. — Т. 4, № 2. — С. 104—112.
- Попков Ю. В., Тюгашев Е. А. Социокультурное движение в гуманитарном сообществе и социокультурный подход // Вестник Новосибирского государственного университета. Серия: философия. — 2012. — Т. 10, № 3. — С. 58–64.
- Попков Ю. В., Костюк В. Г. Социокультурно-ориентированная национальная политика: сущность, реалии и возможности в современной России // Вестник Новосибирского государственного университета. Серия: философия. — Новосибирск: НГУ, 2012. — Т. 10, № 2. — С. 102–109.
- Попков Ю. В. Этносоциальные процессы и этнонациональная политика // Новые исследования Тувы. — 2013. — № 1.
- Попков Ю. В. Этносоциальные процессы и этнонациональная политика // Вестнике РАН. — М.: Наука, 2012. — Т. 82, № 12. — С. 1067—1074.
- Попков Ю. В., Тюгашев Е. А. Ландшафтные миры философии: поморский ландшафт и континентальная философия // Вестник Северного (Арктического) федерального университета. — Архангельск: Северный (Арктический) федеральный университет, 2012. — № 4. — С. 65–72. — ISSN 2227–6556.
- Попков Ю. В. Евразийский вектор ценностных доминант у народов Южной Сибири, Восточного Казахстана и Монголии // Наследие Л. Н. Гумилева и судьбы народов Евразии: история, современность, перспективы: Сб. ст. Межд. науч. конгресса, посвященного 100-летию со дня рождения Л. Н. Гумилева, Санкт-Петербург, 1—3 октября 2012 г.. — СПб.: Изд-во РГПУ им. А. И. Герцена, 2012. — С. 149—159.
- Попков Ю. В. О региональных моделях национальной политики // Вестник российской нации. — 2013. — № 6. — С. 51—66.
- Попков Ю. В., Тюгашев Е. А. Рефлексия и идентичность цивилизаций (заметки к концепции «Вызова-и-Ответа») // Новые исследования Тувы. — 2013. — № 1.
- Попков Ю. В., Тюгашев Е. А. Целевые ориентиры региональных моделей государственной национальной политики // Новые исследования Тувы. — 2013. — № 2.
- Попков Ю. В. Региональные особенности этнонациональной политики // Новые исследования Тувы. — 2013. — № 2.
- Попков Ю. В. Концептуальные основы региональных моделей реализации национальной политики // Наука в Сибири. — Новосибирск: СО РАН, 31.10.2013. — № 43 (2928). — С. 6—7, 11.
- Попков Ю. В. Рефлексивная концепция интернационализации как методологическая основа национальной политики // Знание. Понимание. Умение. — М.: МосГУ, 2013. — № 2. — С. 35–41.
- Попков Ю. В., Тюгашев Е. А. Северная идентичность России // Регион: экономика и политика. — 2013. — № 2. — С. 37–47.
- Попков Ю. В., Тюгашев Е. А. Фундаментальная философия евразийства: опыт экспликации // Евразийские исследования в гуманитарных науках: успехи, проблемы, перспективы: Мат. Науч.-практич. Конф. 28-29 ноября 2013 г. в рамках Евразийского научного форума / Под ред. М.Ю. Спириной, А.А. Торопыгиной. Ч. 1. — СПб.: МИЭП при МПА ЕврАзЕС, 2013. — С. 181—188.
- Попков Ю. В., Тюгашев Е. А. Этнокультурный неотрадиционализм: методология и онтология исследования // Научно-исследовательская база данных. «Российские модели архаизации и неотрадиционализма». — М.: Институт фундаментальных и прикладных исследований МосГУ, 03.09.2013.
- Попков Ю. В., Тюгашев Е. А. Философия: автономия versus суверенность // Elmi əsərlər. — Baku, 2013. — № 1 (20). — С. 50—56.
- Попков Ю. В., Тюгашев Е. А. Этнокультурный неотрадиционализм и социокультурный подход // Вестник НГУ. Серия: философия. — 2013. — Т. 11, вып. 4. — С. 44—49.
- Попков Ю. В. Этнокультурный неотрадиционализм как способ сохранения разнообразия и самобытности в условиях глобализации // Bakı Beynəlxalq Humanitar Forumunun materialları (31 oktyabr – 1 noyabr 2013-cü il). — Bakı: ŞərqQərb, 2014. — Т. 1, № 2. — С. 259—265.
- Попков Ю. В. Коренные народы Севера в условиях глобализации // Век глобализации. — 2014. — Вып. № 1(13).
- Попков Ю. В. Нерусское гостеприимство // Новые исследования Тувы. — 2014. — № 2.
- Попков Ю. В., Тюгашев Е. А. Этносоциальные процессы в Сибири: современные реалии и актуальные вопросы этнонациональной политики // Новые исследования Тувы. — 2014. — № 3.
- Попков Ю. В. Человек в локальной экосистеме, локальные культуры в конфронтации с окружающей средой // Встреча на Байкале: бремя прошлого, вызовы будущего / науч. ред. А. А. Базаров, Я.Кеневич. — Улан-Удэ: Изд-во Бурятского госуниверситета, 2014. — С. 105—118.
- Попков Ю. В., Тюгашев Е. А. Общество и культура в социологии П. А. Сорокина (у ис-токов концептуализации социокультурного подхода) // Наследие. — 2014. — № 2 (5). — С. 37-48.
- Попков Ю. В., Персидская О. А. Региональная национальная политика в объективе этносоциологов // Новые исследования Тувы. — 2014. — № 3.
- Попков Ю. В., Персидская О. А. Сравнительное исследование этносоциальных процессов и этнонациональной политики в регионах Сибири // Новые исследования Тувы. — 2014. — № 4.
- Попков Ю. В. Об архаизации в социальных трансформациях // Политические исследования. — 2015. — № 1. — С. 185—190.

### Тематические сборники
- Этносоциальные процессы в Сибири: Тематический сборник / Под ред. Ю. В. Попкова. Новосибирск: ЦЭРИС, 1997. — Вып. 1.
- Этносоциальные процессы в Сибири: Тематич. сборник / Под ред. Ю. В. Попкова. — Новосибирск: ИФиП СО РАН, 1998. — Вып. 2. — 309 с.
- Этносоциальные процессы в Сибири: Тематич. сборник / Под ред. Ю. В. Попкова. — Новосибирск: Изд.-во СО РАН, 2000. — Вып 3. — 267 с.
- Этносоциальные процессы в Сибири: Тематич. сборник / Под ред. Ю. В. Попкова. — Новосибирск: НГУ, 2001. — Вып. 4. — 250 с.
- Этносоциальные процессы в Сибири: Тематич. сборник / Под ред. Ю. В. Попкова. — Новосибирск: НГУ, 2003. — Вып. 5 — 266 с.
- Этносоциальные процессы в Сибири. Тематический сборник. Вып. 6 / Отв. ред. Ю. В. Попков. — Новосибирск: Нонпарель, 2004.
- Этносоциальные процессы в Сибири. Тематический сборник. Вып. 7 / Отв. ред. Ю. В. Попков. — Новосибирск: Сибирское научное издательство, 2006.
- Этносоциальные процессы в Сибири. Тематический сборник. Вып. 8 / Отв. ред. Ю. В. Попков. — Новосибирск: Сибирское научное издательство, 2007.
- Этносоциальные процессы в Сибири. Тематический сборник. Вып. 10 / Отв. ред. Ю. В. Попков. — Новосибирск: ИФиП СО РАН, 2014. Вып. 10. — 231 с.
- Этносоциологию — молодым: Материалы международных школ молодых этносоциологов. Архивная копия от 20 июля 2014 на Wayback Machine / Под ред. Ю. В. Попкова, Е. А. Ерохиной. — Новосибирск: Нонпарель, 2009. — 301 с.
- Этносоциологию — молодым: Материалы международных школ молодых этносоциологов. Архивная копия от 20 июля 2014 на Wayback Machine / Под ред. Ю. В. Попкова, Е. А. Ерохиной. — Новосибирск: ИФиП СО РАН, 2013. Вып. 2. — 380 с.

## Интервью
- Екатерина Пустолякова. Надо реанимировать интернационализм! // Наука в Сибири. — 05.07.2011.
- Мария Прокофьева. Юрий Попков: “Евразийский Союз будет сетевой организацией” // Центр Льва Гумилёва. — 24.11.2011.
- Попков Ю. В. Когда искрят межнациональные контакты // Наука в Сибири. — 1988, 11 нояб.
- Попков Ю. В. Аборигены Севера хотят идти в тайгу // Вечерний Новосибирск. — 1996, 6 нояб.
- Попков Ю. В. Надо реанимировать интернационализм! (интервью Екатерины Пустоляковой) // Наука в Сибири. — 05.07.2011.
- Попков Ю. В. Да! Скифы мы!… (интервью) // Сибирь: момент истины. — 2003, 8 дек.
- Юрий Попков: «Евразийский Союз будет сетевой организацией» (интервью Марии Прокофьевой) // Центр Льва Гумилёва. — 24.11.2011.
- Попков Ю. В. (25.07.11) Древность и современность взаимосвязаны (интервью В. Штепы) (недоступная ссылка) // Республика Карелия: Интернет-журнал.
- Попков Ю. В. эксперт дискуссии по проблемам национальности сибиряков в программе «Национальный интерес» на канале ГТРК — Новосибирск 9 апреля 2011 г.
- Попков Ю. В. Властям необходимо понять, что Россия — евразийская страна! Архивная копия от 29 мая 2017 на Wayback Machine // (24.11.2011)
- Попков Ю. В. Манси счастливы. И ханты тоже (Интервью С.Чернышева) Архивная копия от 6 июля 2014 на Wayback Machine // Эксперт. № 32. 13-19.08.2012. С. 26-30.
- Yuriy Popkov: Forum Azərbaycanın dünyaya daha yaxından təqdim olunmasında mühüm rol oynayacaqdır Архивная копия от 8 октября 2012 на Wayback Machine // (7 октября 2012 г.)